# Staurastrum groenbladii
Staurastrum groenbladii là một loài Song tinh tảo trong họ Desmidiaceae, thuộc chi Staurastrum.